# Phụ gia chống mài mòn
Phụ gia AW (Antiwear), hoặc phụ gia chống mài mòn, là chất phụ gia cho dầu nhờn để ngăn chặn sự tiếp xúc kim loại - kim loại giữa các bộ phận của bánh răng.
Phụ gia áp suất cực cao (phụ gia EP(Extreme Pressure Addititive)) được sử dụng trong các ứng dụng như hộp số, trong khi phụ gia AW gia được sử dụng với tải nhẹ, chẳng hạn như trục.

## Ví dụ
- kẽm đithiophotphat (ZDP)
- kẽm dialkyl dithio phosphate (ZDDP), được sử dụng rộng rãi nhất[2] trong dầu động cơ, cũng hoạt động như một chất chống ăn mòn và chất chống oxy hóa.
- Tricresyl phosphate (TCP), được sử dụng cho nhiệt độ cao hoạt động, thường được dùng như là một AW và tập phụ gia trong động cơ chất bôi trơn và cũng trong một số cần, dầu và chất lỏng thủy lực.
- Halocarbons (clo paraffin) dùng cho quá trình cần áp suất cao.
- Glycerol stereo chất lượng tốt.
- Stearic,  bề mặt qua quá trình hấp thụ đảo ngược 150 °C. Việc sử dụng bị giới hạn tới những tình huống tiếp xúc nhẹ.